# Distretto di Aïn Fares
Il distretto di Aïn Fares è un distretto della Provincia di Mascara, in Algeria.

## Comuni
Il distretto di Aïn Fares comprende 2 comuni:
- Aïn Fares
- Mamounia